# Boidinella
Boidinella — рід грибів. Назва вперше опублікована 2011 року.

## Класифікація
До роду Boidinella відносять 3 види:
- Boidinella cystidolophora
- Boidinella cystidolophora
- Boidinella globulispora